# 恆春青牛膽
恆春青牛膽（学名：Tinospora dentata）为防己科青牛膽屬下的一个种。

## 扩展阅读
- 維基物種上的相關：恆春青牛膽